# Serious Sam Advance
Serious Sam Advance è l'unico videogioco della serie di Serious Sam per un dispositivo portatile. Questo gioco si presenta totalmente in 2D. La Croteam ha creato delle sprite da uno dei primi Serious Sam per poter creare armi e mostri. Il gioco contiene armi nuove, ma alcune armi non sono state inserite.

## Trama
Il gioco segue gli eventi di Serious Sam: The First Encounter con Sam che ritorna sulla terra. Gli scienziati hanno scoperto come utilizzare il Time-Lock per teletrasportarsi in qualsiasi periodo della storia. Lo usano principalmente per fermare Mental dall'alterare il corso della storia. Dopo che tre agenti non ritornano dalla spedizione, decidono di inviare Sam a controllare cosa sta succedendo.

## Modalità di gioco
La giocabilità è quella di uno sparatutto in prima persona. Il genere del videogioco è l'azione FPS.
Il gioco è composto da 12 livelli, come Serious Sam: The First Encounter, tutti di azione.